# Fernander Kassai
Fernander Kassai (ur. 1 lipca 1987 w Bimbo) – środkowoafrykański piłkarz występujący na pozycji obrońcy. Zawodnik Tobołu Kustanaj.

## Kariera klubowa
Kassai seniorską karierę rozpoczął w 2005 roku w rezerwach francuskiego zespołu Le Mans FC, grających w CFA. Z Le Mans był wypożyczany do innych zespołów tej ligi, do FC Rouen, gdzie spędził sezon 2008/2009 oraz do SO Romorantin, gdzie grał w sezonie 2009/2010. Potem wrócił do Le Mans, który w międzyczasie zmienił nazwę na Le Mans FC. W 2012 roku został włączony do jego pierwszej drużyny, grającej w Ligue 2. W tych rozgrywkach zadebiutował 4 maja 2012 roku w wygranym 3:0 pojedynku z Bastią.

## Kariera reprezentacyjna
W reprezentacji Republiki Środkowoafrykańskiej Kassai zadebiutował w 2010 roku.